# 475
475 је била проста година.

## Догађаји
- Цар Јулије Непот даје визиготском краљу Еуриху легално право на своја освајања, која укључују Провансу (регија Галије), у замену за пуну независност.
- Гонгџу постаје главни град Баекјеа, а угрожава га Гогурјео, који осваја долину реке Хан (Кореја).
- Муњу постаје краљ Баекјеа.
- Велики пожар у Цариграду са губитком Лаусове палате и - уз њу - чувеног Зевса из Олимпије.
- Бодисатва (детаљ зидне слике у пећинама Аџанта) у Махараштри (Индија) из периода Гупта) је направљен.
- Састављање вавилонског Талмуда, извора већине јеврејске Халахе, је завршено.
- У Сирији је освећена црква Светог Симеона Столпника.

### Јануар
- 9. јануар – Цар Зенон абдицира под притиском, пошто је ујак његове жене Василиск извршио државни удар у Константинопољу, уз подршку Зеноновог саветника од поверења и Исавријанца Ила. Вазилиск узурпира престо и проглашава се за новог цара (Августа) Источног римског царства. Он почиње 20-месечну владавину; Зенон и његове присталице беже у Исаврију.

### Април
- 9. април – Василиск издаје циркуларно писмо (Енкикликон) епископима свог царства, промовишући теолошки став миафизита. Ови религиозни погледи ће га учинити веома непопуларним.

### Август
- 28. август – Магистер Милитум Флавије Орест преузима контролу над владом у Равени и приморава Јулија Непота да побегне у Далмацију.

### Октобар
- 31. октобар – Ромула Августа поставља за цара његов отац Орест, који постаје регент на снази Западног римског царства. Август ће владати 10 месеци, као последњи западни цар.

## Смрти
- Википедија:Непознат датум — Преподобни Герасим, хришћански светитељ